# Helianthemum confertum
Helianthemum confertum är en solvändeväxtart som beskrevs av Michel Félix Dunal. Helianthemum confertum ingår i släktet solvändor, och familjen solvändeväxter. Inga underarter finns listade i Catalogue of Life.